# WVVY
Koordinaten: 41° 26′ 53″ N, 70° 36′ 39″ W
WVVY oder WVVY-FM oder WVVY-LPFM (LP = Low Power) (Branding: „Marth's Vineyard Community Radio“) ist ein US-amerikanischer, öffentlicher Hörfunksender aus Tisbury auf Martha’s Vineyard im US-Bundesstaat Massachusetts. WVVY sendet auf der UKW-Frequenz 93,7 MHz. Eigentümer und Betreiber ist die Martha’s Vineyard Community Radio Inc.